# يوهان جوزيف لوشميت
جين أو يوهان جوزيف لوشميت (بالألمانية: Josef Loschmidt)‏‏ (15 مارس 1821 - 8 يوليوز 1895)، الذي يشير لنفسه غالباً كجوزيف لوشميدت، كان عالم نمساوي بارز فتح آفاقاً جديدة في الكيمياء، الفيزياء (الديناميكا الحرارية، البصريات، الكهرومغناطيسية التقليدية)، والأشكال البلورية. 
ولد في كارلسباد، بلدة موجودة في الإمبراطورية النمساوية (الآن كارلوفة، التشيك )، أصبح لوشميت بروفيسورا في الكيمياء الفيزيائية في جامعة فيينا في 1868.  